# Dziad i baba (bajka)
Dziad i baba – wiersz Józefa Ignacego Kraszewskiego, opublikowany po raz pierwszy w jego tomie Poezji w 1838 roku. 
Wiersz jest jedynym utworem poetyckiem tego autora, który cieszył się popularnością i nie został zapomniany.
Do tego wiersza skomponował melodię Stanisław Moniuszko.
Inne wiersze tego autora, w przeciwieństwie do prozy, nie miały powodzenia wśród czytelników.

## Treść
Wiersz opowiada historię dwojga małżonków o podeszłym wieku, którzy codziennie zapewniają się o swojej miłości. Jednak kiedy do ich domu puka Śmierć, by zabrać jednego z nich, każde myśli tylko o tym by ratować siebie, nawet jeśli oznacza to zgon współmałżonka. Utwór jest satyrą na ludzki egoizm i zakłamanie.

## Tłumaczenia na języki obce
Wiersz został przełożony na język angielski pod tytułem A Gaffer and His Wife (tłum. Tomasz Wyżyński). 

## Linki
- https://staremelodie.pl/piosenka/2978/Dziad_i_baba
- Opracowania muzyczne w bibliotece Polona